# Кустов, Валентин Иванович
Валенти́н Ива́нович Кустов (1927—2002) — советский и российский онкохирург. Почётный гражданин города Хабаровска (1996).

## Биография
Родился 27 января 1927 года в городе Данилов, ныне Ярославской области, в семье железнодорожного служащего. В 1937 году вместе с семьёй переехал в город Облучье Еврейской автономной области.
Окончив в 1945 году среднюю школу, поступил на службу в Красную Армию, принимал участие в советско-японской войне. После демобилизации в сентябре 1947 года поступил в Хабаровский государственный медицинский институт (ХГМИ), который в 1954 году окончил с отличием. Затем три года учился в клинической ординатуре на кафедре общей хирургии, которой в то время заведовал известный дальневосточный хирург профессор С. И. Сергеев.
После окончания ординатуры вся трудовая и научная деятельность В. И. Кустова была связана с онкохирургией и онкологией. Работал ассистентом, доцентом, профессором на кафедре общей хирургии, затем — на кафедре онкологии Дальневосточного медицинского университета (ДВГМУ; бывший ХГМИ). Успешно защитил кандидатскую (1966), затем докторскую диссертацию. По инициативе профессора В. И. Кустова в ХГМИ/ДВГМУ было начато изучение заболеваемости детей злокачественными опухолями на Дальнем Востоке, создана хабаровская детская онкологическая служба, введено преподавание студентам педиатрического факультета курса онкологии детского возраста.
Более 20 лет В. И. Кустов проработал в краевом онкодиспансере — клинической базе кафедры онкологии ДВГМУ, являлся главным онкологом Управления здравоохранения Хабаровского края. В 1999 году он стал инициатором создания и первым заведующим краевого маммологического центра.
С момента организации в 1992 году Международного благотворительного фонда «Надежда» Валентин Иванович принимал активное участие в его работе, являлся сопредседателем координационного Совета фонда. Благодаря его просветительской деятельности о состоянии детского здравоохранения в крае и при его непосредственном участии фондом было собрано около четырёх миллионов долларов, часть из которых была использована на приобретение медицинского оборудования для созданных в Хабаровске детских онкологического и онко-гематологического центров.
Умер в 2002 году в Хабаровске.
В. И. Кустов — автор около 100 научных статей и трудов, среди которых — монографии «К эпидемиологии рака желудка на Дальнем Востоке», «Атлас распространения злокачественных новообразований у детей на Дальнем Востоке России» и др. Занимался постдипломной специализацией и совершенствованием врачей, создал свою школу онкологов — его ученики и последователи работают во многих лечебных учреждениях Дальнего Востока и других регионов России. За более чем 40 лет работы в ХГМИ/ДВГМУ и краевом онкодиспансере лично провёл десятки тысяч операций, чем спас жизни многим тысячам жителей Хабаровска и Хабаровского края. Был членом редакционного совета журнала «Вопросы онкологии», членом правления и президиума Российского общества онкологов, членом проблемной комиссии журнала «Эпидемиология злокачественных опухолей» Российской академии медицинских наук, также входил в состав редколлегий и редакционных советов ряда других изданий.

## Награды
- звание «Ветеран труда»
- Почётный гражданин Хабаровска (21 мая 1996)[1]